# Herrgottsitz
Der Herrgottsitz (selten auch Steiningerberg) ist ein Berg in Schönau im Mühlkreis in Oberösterreich. Mit einer Höhe von 855 m ü. A. ist er die höchste Erhebung von Schönau. Am Osthang des Bergs liegt die Stoaninger Alm.

## Lage
Der Herrgottsitz – der Name rührt her von der markanten Felsformation auf dem Gipfel – liegt im unteren Mühlviertel in der Region Mühlviertler Alm und erhebt sich auf dem Gemeindegebiet von Schönau im Mühlkreis im Bezirk Freistadt. Am Osthang des Bergs liegt die Stoaninger Alm.

## Touristische Erschließung
Der Herrgottsitz ist ein beliebtes Wander- und Ausflugsziel. Mehrere Wanderwege und der Johannesweg führen von Schönau auf den Berg. Es gibt auf der Stoaninger Alm eine Sommerrodelbahn (Speed-Gleit-Bahn), einen Schilift, zwei Schipisten, einen Erlebnisspielplatz und ein Gasthaus.

### Sommerrodelbahn
Die insgesamt 1000 Meter lange Sommerrodelbahn auf der Stoaninger Alm wurde 2003 als erste Speed-Gleit-Bahn Oberösterreichs errichtet. Sie führt von der Talstation beim Gasthaus 400 Meter per Schlepplift zur Bergstation. Die Bügel klinken sich dort selbsttätig aus und die 600 Meter lange Talfahrt beginnt.

### Schilift
Seit den 1980er Jahren gibt es einen Schilift auf der Stoaninger Alm.